# Río Negro (Maipo)
El río Negro es un curso natural de agua que nace en la cordillera de los Andes y fluye con dirección general suroeste hasta desembocar en el río Maipo.

## Trayecto
Nace de los deshielos del Cerro Puntiagudo en la comuna de San José de Maipo y tributa sus aguas en el río Maipo.: 333 
Respecto a su nombre, Niemeyer lo justifica con: "Debe decirse que es en este tramo donde el curso superior del Maipo adquiere su gran turbidez en las crecidas, al estar flanqueado por cerros deleznables de "tierras malas", ricas en yeso. Los nombres de los ríos Negro, Barroso y Blanco que drenan dichas tierras hablan por sí solos de su influencia en tal sentido."

## Caudal y régimen
Es un río de alimentación glacial.: 333 

## Historia
Francisco Astaburuaga escribió en 1899 en su obra póstuma Diccionario geográfico de la República de Chile sobre el río:
Río Negro.-—Corto caudal de agua que baja del lado sur de la sierra en que se levanta el volcán de Maipo, y corre hacia el O. á vaciar en la derecha del Maipo á poca distancia más abajo del origen de este río. Es precipitado, de peñascosas y estrechas márgenes y de corto curso.